# UNKNOWN (логическое значение)
UNKNOWN — специальное значение, которое может быть результатом логической операции, наряду со значениями TRUE и FALSE.
Смысл значения UNKNOWN — «неизвестность», то есть неопределённый результат операции. Значение UNKNOWN может использоваться тогда, когда в применяемой системе разработки программного обеспечения используется специальное значение NULL. Значение UNKNOWN возвращает операция сравнения, если один или оба из её операндов равны NULL, а также некоторые логические операции, если одним из их операндов является значение UNKNOWN. Условными операторами языков программирования значение UNKNOWN обрабатывается аналогично FALSE, то есть конструкция вида:
```
 
if
 UNKNOWN 
then
 a := 1 
else
 a := 2
```

приведёт к присваиванию переменной a значения 2.

## Правила операций с UNKNOWN
- Любая операция сравнения любого значения с NULL или UNKNOWN даёт в результате UNKNOWN.
- not UNKNOWN = UNKNOWN
- TRUE and UNKNOWN = UNKNOWN
- FALSE and UNKNOWN = FALSE
- TRUE or UNKNOWN = TRUE
- FALSE or UNKNOWN = UNKNOWN
- TRUE xor UNKNOWN = UNKNOWN
- FALSE xor UNKNOWN = UNKNOWN